# گونه‌های تفنگ ای‌آر-۱۵
تفنگ سبک AR-15 یک تفنگ نیمه خودکار سبک‌وزن است که بر اساس یا شبیه به طرح کلت AR-15 است. مدل Colt ویژگی آتش انتخابی سلف خود، ای‌آر-۱۵ اصلی را حذف کرد، که خود مشتق کوچک شده‌ای از طراحی AR-10 توسط یوجین استونر بود. ارتباط نزدیکی با تفنگ M16 نظامی دارد. 

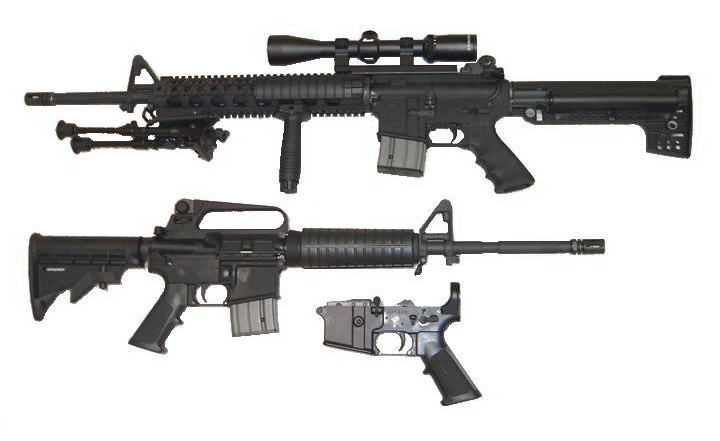
تفنگ‌های سبک AR-15 در اندازه‌های مختلفی تولید می‌شوند و بسته به سازنده، امکانات مختلفی دارند.

پس از اینکه ارتش طرح را به نفع M14 رد کرد، ArmaLite پتنت و علائم تجاری هر دو را به شرکت تولید Colt در سال ۱۹۵۹ فروخت. پس از انقضای بیشتر پتنت‌های Colt AR-15 در سال ۱۹۷۷، بسیاری از سازندگان سلاح گرم شروع به تولید نسخه‌هایی از این تفنگ با نام‌های مختلف کردند. در حالی که اختراعات منقضی شده‌اند، Colt علامت تجاری را با نام AR-15 حفظ کرده است و تنها سازنده‌ای است که می‌تواند اسلحه‌های گرم خود را اینگونه برچسب‌گذاری کند.
از سال ۱۹۹۴ تا ۲۰۰۴، ممنوعیت تسلیحات تهاجمی فدرال، فروش کلت AR-15 و برخی از مشتقات آن را در ایالات متحده محدود کرد، اگرچه بر تفنگ‌هایی با ویژگی‌های فهرست‌شده کمتر تأثیری نداشت. پس از اینکه عبارت «تفنگ‌های ورزشی مدرن» که مترادف با سبک AR-15 استفاده می‌شود، در سال ۲۰۰۹ توسط بنیاد ملی ورزش تیراندازی ایالات متحده (NSSF)، یک انجمن تجارت اسلحه گرم ابداع شد، به سرعت توسط بسیاری از صنعت مورد استفاده قرار گرفت. بر اساس گزارش نیویورک تایمز، با شروع دهه ۲۰۱۰، تفنگ‌های سبک AR-15 به یکی از «محبوب‌ترین و شرم‌آورترین تفنگ‌ها» در ایالات متحده تبدیل شدند. این تفنگ‌ها تا حدی به دلیل استفاده از آن‌ها در تیراندازی‌های دسته جمعی بدنام شده‌اند. محبوبیت آن‌ها که توسط انجمن ملی تفنگ آمریکا به عنوان «تفنگ آمریکا» تبلیغ می‌شود، تا حدی به محدودیت‌های فعال یا پیشنهادهایی برای ممنوعیت یا محدود کردن آن‌ها نسبت داده می‌شود؛ بنابراین، آنها نمادی هستند که در خط مقدم بحث دربارهٔ کنترل اسلحه ایالات متحده قرار دارند.